# Hypselodelphys
Hypselodelphys es un género con siete especies de plantas herbáceas perteneciente a la familia Marantaceae. Es originario del África tropical.

## Especies
- Hypselodelphys hirsuta (Loes.) Koechlin, in Fl. Gabon 9: 103 (1964).
- Hypselodelphys poggeana (K.Schum.) Milne-Redh., Bull. Soc. Roy. Bot. Belgique 83: 12 (1950).
- Hypselodelphys scandens Louis & Mullend., Bull. Soc. Roy. Bot. Belgique 83: 14 (1950).
- Hypselodelphys triangularis Jongkind, Adansonia, III, 30: 58 (2008).
- Hypselodelphys velutina Jongkind, Adansonia, III, 30: 59 (2008).
- Hypselodelphys violacea (Ridl.) Milne-Redh., Bull. Soc. Roy. Bot. Belgique 83: 7 (1950).
- Hypselodelphys zenkeriana (K.Schum.) Milne-Redh., Kew Bull. 5: 161 (1950).